# Cyesha Goree
Cyesha Damian Goree (Grand Rapids, 4 agosto 1993) è una cestista statunitense naturalizzata ungherese.

## Carriera
Con l'Ungheria di 3x3 ha disputato i Campionati europei del 2019.